# Meringopus nigerrimus
Meringopus nigerrimus là một loài tò vò trong họ Ichneumonidae.